# Margaret Rhodes
Margaret Rhodes LVO (nascida Margaret Elphinstone; 9 de junho de 1925 – 25 de novembro de 2016) foi uma aristocrata britânica e prima de primeiro grau da Rainha Isabel II e da Princesa Margarida, Condessa de Snowdon. De 1991 a 2002, ela serviu como Woman of the Bedchamber, uma dama de companhia de uma rainha reinante ou consorte, de sua tia, a Rainha Isabel, a Rainha Mãe.

## Vida e educação
Nascida Margaret Elphinstone em Westminster, Londres, era a filha mais nova de Sidney Buller-Fullerton-Elphinstone, 16º Lorde Elphinstone e sua esposa, Lady Mary Bowes-Lyon, uma das irmãs mais velhas da Rainha Isabel, a Rainha Mãe. Seu tio, o Rei Jorge VI, era seu padrinho de batismo. Sendo menos de um ano mais velha que sua prima Isabel, ela era uma companheira frequente da futura rainha. Durante a Segunda Guerra Mundial, ela morou no Castelo de Windsor e no Palácio de Buckingham, e fez um curso de secretariado. Em 20 de novembro de 1947, ela foi uma das damas de honra da Princesa Isabel em seu casamento com Filipe Mountbatten, Duque de Edimburgo.

## Carreira
Durante a Segunda Guerra Mundial, ela trabalhou como secretária do MI6. Margaret serviu como Woman of the Bedchamber, o cargo da dama de companhia de uma rainha reinante ou consorte, de sua tia materna, a Rainha Isabel, a Rainha Mãe, de 1991 até a morte dela em 2002.
Nas Honras de Aniversário de 2000, Rhodes foi nomeada Tenente da Real Ordem Vitoriana (LVO). Ela morava na Garden House, uma casa de graça e favor em Windsor Great Park. No período que antecedeu o 80º aniversário de Isabel II em abril de 2006, Margaret deu uma entrevista à BBC na qual afirmou acreditar que a rainha não abdicaria.
Sua autobiografia, The Final Curtsey, foi publicada em 2011.
Em 27 de novembro de 2016, o Palácio de Buckingham anunciou que Margaret havia falecido aos 91 anos em 25 de novembro após uma curta doença. A Rainha e do Duque de Edimburgo compareceram ao funeral na Capela Real de Todos os Santos, Windsor Great Park, em 12 de dezembro de 2016, acompanhados pelo Duque de Iorque, o Conde e a Condessa de Wessex, o Duque e a Duquesa de Gloucester, e a Princesa Alexandra, Exmo. Senhora. Ogilvy.

## Casamento
Em 31 de julho de 1950, ela se casou com o escritor Denys Gravenor Rhodes (1919 – 1981), com a Princesa Margaret servindo como uma das damas de honra. O casal teve quatro filhos:
- Annabel Margaret Rhodes (nascida em 21 de fevereiro de 1952); ela se casou com Christopher James Downing Strickland-Skailes em 1978 e eles tiveram um filho, Andrew James Downing Strickland-Skailes, em 1980. Ela se casou novamente com Charles Cope em 1986. Annabel era afilhada do Duque de Edimburgo e serviu como dama de honra no casamento da Princesa Margaret.
- Victoria Ann Rhodes (nascida em 27 de setembro de 1953), afilhada da Rainha Elizabeth II; casou-se com Nicholas Deans em 1974; casou-se novamente com John Pryor em 1999.
- Simon John Gravenor Rhodes (nascido em 22 de fevereiro de 1957), afilhado da princesa Margaret; casou-se com Susan Simon em 1983. Susan foi nomeada dama de companhia extra da Rainha Elizabeth II em julho de 2017.
- Michael Andrew Gravenor Rhodes (nascido em 8 de junho de 1960).

1. ↑  «FreeBMD Entry Info». www.freebmd.org.uk. Consultado em 1 de maio de 2023
2. 1 2  Knapton, Sarah (30 de novembro de 2016). «Queen's cousin and best friend Margaret Rhodes dies aged 91». The Telegraph (em inglês). ISSN 0307-1235. Consultado em 1 de maio de 2023
3. 1 2 3 4 5  Rhodes, Margaret (29 de março de 2012). The Final Curtsey: A Royal Memoir by the Queen's Cousin (em inglês). [S.l.]: Birlinn
4. 1 2  Glass, Barry Neild for CNN,Nick (30 de maio de 2012). «How Diana's death turned queen into 'proper granny'». CNN (em inglês). Consultado em 1 de maio de 2023
5. 1 2 3  «Margaret Rhodes: The Queen's cousin». www.telegraph.co.uk. Consultado em 1 de maio de 2023
6. 1 2  Brandreth, Gyles Daubeney; Brandreth, Gyles Daubeney (2005). Philip and Elizabeth : portrait of a royal marriage. Internet Archive. [S.l.]: New York : Norton
7. ↑  Chen, Joyce (17 de julho de 2013). «The Queen's Cousin Is "Not Terribly" Excited About Royal Baby». Us Weekly (em inglês). Consultado em 1 de maio de 2023